# Сортсі
Со́ртсі (ест. Sortsi küla) — село в Естонії, у волості Тарту повіту Тартумаа.

## Населення
Чисельність населення на 31 грудня 2011 року становила 13 осіб.

## Історія
До 25 жовтня 2017 року село входило до складу волості Табівере повіту Йиґевамаа.